# Adolf-Henning Frucht
Adolf-Henning Frucht (* 2. September 1913 in Torgau; † 22. Oktober 1993 in Berlin) war ein deutscher Arzt und Physiologe.

## Leben und Wirken
Adolf-Henning Frucht war ein Ururenkel des Chemikers Justus von Liebig und ein Enkel des Theologen Adolf von Harnack, der die Stelle des im Ersten Weltkrieg gefallenen Vaters Ernst Emil Frucht von Adolf-Henning Frucht annahm. Er war ein Vetter von Max Planck und Max Delbrück.
Adolf-Henning Frucht besuchte das Joachimsthalsche Gymnasium in Templin und schloss dieses 1934 mit dem Abitur ab. Nach dem Reichsarbeitsdienst, den er als Musiker absolvierte, begann er Medizin in Jena und mit einem Stipendium ab 1937 in Cincinnati zu studieren. Anschließend machte er einen dreimonatigen Tropenmedizinkurs in Puerto Rico. Ab 1938 führte er sein Studium an der Universität Leipzig fort. 1939 wurde er mit der Arbeit „Zur Physiologie des Blasinstrumentespiels“ in Leipzig promoviert.
In der Zeit des Nationalsozialismus unterstützte er seinen Onkel Ernst von Harnack im Goerdeler-Kreis und den Cousin seiner Mutter Arvid Harnack im Schulze-Boysen/Harnack-Kreis beim Widerstand gegen den Nationalsozialismus, beendete die Verbindungen jedoch nach kurzer Zeit, da er diese Tätigkeit für „zu selbstmörderisch und leichtsinnig“ hielt. Im Zweiten Weltkrieg war er als Truppenarzt eingesetzt. Nach dem Zweiten Weltkrieg war er zunächst Amtsarzt in Dippoldiswalde, arbeitete danach in der Hauptabteilung Gesundheitswesen der Landesregierung Sachsen und wurde 1948 Dozent am Physiologischen Institut der Universität Leipzig. 1953 erlangte er mit einer Arbeit zur Ultraschalldiagnostik die Habilitation. 1955 begann er eine Tätigkeit am Göttinger Max-Planck-Institut.
1960 wurde Frucht als Professor für Physiologie an die Humboldt-Universität zu Berlin berufen und übernahm die Leitung des Instituts für Arbeitsphysiologie. In dieser Funktion erhielt er Kenntnis von Plänen der Sowjetunion zur Modifikation eines US-amerikanischen Kampfstoffes, die das westliche Frühwarnsystem für mindestens zwölf Stunden ausschalten und angeblich auch bei großer Kälte wirken konnte. Über diese Pläne informierte er durch familiäre Verbindungen den US-amerikanischen Geheimdienst. Nach einem Verrat wurde Frucht 1967 verhaftet und in der Untersuchungshaftanstalt Berlin-Hohenschönhausen inhaftiert. 1968 wurde er zu lebenslanger Haft verurteilt und in die Haftanstalt Bautzen II verbracht, wo er den Psychiater Otto Hebold näher kennenlernte.
Frucht wurde 1976 von der DDR zunächst zum Agentenaustausch gegen das Ehepaar Günter und Christel Guillaume vorgeschlagen, was jedoch nicht akzeptiert wurde. 1977 wurde er auf Vorschlag seines Anwaltes Wolfgang Vogel gegen den Stellvertretenden Vorsitzenden der Kommunistischen Partei Chiles Jorge Montes, der in Chile inhaftiert war, ausgetauscht.
Nach seiner Entlassung lebte Frucht in West-Berlin. Er beschäftigte sich mit Fragen der wissenschaftlichen Moral und leistete unter anderem Beiträge zur Fritz-Haber-Forschung. 
Adolf-Henning Frucht war seit 1956 in zweiter Ehe mit Maria Frucht geborene Böhme verheiratet.  Er starb 1993 im Alter von 80 Jahren in Berlin. Sein Grab befindet sich auf dem Alten St.-Matthäus-Kirchhof in Berlin-Schöneberg.

## Publikationen
- Zur Physiologie des Blasinstrumentenspiels. Dissertation. In: Pflüger’s Archiv für die gesamte Physiologie des Menschen und der Tiere. Band 239, Heft 4. Springer, Berlin 1940, ISSN 0365-267X, S. 419–429.
- Ultraschalldiagnostik. Die Anwendung hochfrequenter mechanischer Schwingungen als objektschonende Methode zur Erkennung von Materieeigenschaften in der Biologie. Habilitationsschrift. Medizinische Fakultät der Universität Leipzig 1953.
- Die Grenzen der menschlichen Leistungsfähigkeit im Sport. Akademie-Verlag, Berlin 1960.
- Fritz Haber und die Schädlingsbekämpfung während des 1. Weltkrieges und in der Inflationszeit. Vortragsmanuskript 1985. Veröffentlicht in: Eckart Henning (Hrsg.): Dahlemer Archivgespräche. Band 11. Archiv zur Geschichte der Max-Planck-Gesellschaft, Berlin 2005, ISSN 1431-6641, S. 141–158.
- mit Joachim Zepelin: Die Tragik der verschmähten Liebe. Die Geschichte des deutsch-jüdischen Physikochemikers und preußischen Patrioten Fritz Haber. In: Mannheimer Forum 1994/95. Piper, München 1995, ISSN 0177-5049.

## Medien
- Das Gespräch. Adolf-Henning Frucht befragt von Peter von Zahn. WDR/NDR-Hörfunk, 12. Januar 1980.
- Warnung aus dem Käfig. Fernsehfilm. Regie: Peter von Zahn. Windrose Film- und Fernsehproduktion Hamburg, NDR, 5. August 1981.
- Zeugen der Zeit: Adolf-Henning Frucht im Gespräch mit Bernd C. Hesslein. Hörfunk, NDR 3/hr 3, 12. August 1983,
- Verrat ohne Ideologie – Porträt des Wissenschaftlers Adolf-Henning Frucht von Helmut Wonschick, Deutschlandfunk, 24. Mai 1990.
- Giftgas für Alaska. Der Fall Adolf-Henning Frucht. Autor: Helmut Wonschick, Regie: Reinhard Joksch. NDR/ARTE 2004 (Auszug (Memento vom 9. Mai 2016 im Internet Archive)).
- Im Auftrag der Familie: Adolf-Henning Frucht – Ein DDR-Wissenschaftler in den Zwängen des Kalten Krieges. Hörfunk-Feature von Helmut Wonschick. Regie: Wolfgang Bauernfeind. MDR KULTUR 2013[8]